# Croce commemorativa della 4ª Armata
La croce commemorativa della 4ª Armata fu una medaglia non ufficiale realizzata per iniziativa privata, rivolta a tutti coloro che avessero militato nella 4ª Armata dell'esercito italiano durante la prima guerra mondiale.

## Insegne
- La medaglia era costituita da una croce greca a braccia smaltate di bianco e bordate d'oro, terminanti ciascuna con una corona reale d'oro. All'incontro delle braccia si trovava un quadratro smaltato di blu sul quale si trovavano rappresentate tre cime di montagna in oro. Sulle braccia orizzontali della croce, in oro, stavano incise le parole "QUARTA" "ARMATA".
- Il nastro era costituito dal tricolore italiano sul quale nelle mostrine da petto poteva trovarsi una corona reale in oro e smalti sul cui bordo blu stava incisa in oro la scritta "IV ARM.".